# Metallglänzender Rindenschnellkäfer
|                                                                 |
| Bild 1: Fühler Männchen                                         |
|                                                                 |
| Bild 3: Weibchen                                                |
|                                                                 |
| Bild 5: Seitenansicht                                           |
|                                                                 |
| Bild 7: Vorderbrust Prosternalnaht grün Prosternallappen orange |

|                                       |
| Bild 2: Fühler Weibchen               |
|                                       |
| Bild 4: Unterseite                    |
|                                       |
| Bild 6: Schenkeldecken, rechts grün   |
|                                       |
| Bild 8: Kopf. Stirnleiste rechts grün |

Der Metallfarbene Rindenschnellkäfer (Ctenicera pectinicornis) ist ein Käfer aus der Familie der Schnellkäfer und der Unterfamilie der Ctenicerinae. Die Männchen der metallisch grünen Käfer haben Fühler mit seitlich nach innen lang ausgezogenen Fühlergliedern. Deswegen werden die Arten der Gattung auch gelegentlich Kammschnellkäfer genannt. Der Käfer gehört mit fünfzehn bis achtzehn Millimeter Länge zu den größeren mitteleuropäischen Schnellkäfern. Die Farbe kann zu braun, golden oder kupferfarben variieren.
Die Art wird in den Roten Listen von Rheinland-Pfalz als nicht gefährdet  eingestuft.

## Bemerkungen zum Namen
Die Art wurde von Linnaeus 1758 in der berühmten 10. Auflage seiner Systema naturae unter dem wissenschaftlichen Namen Elater pectinicornis  beschrieben. Der Artname pectinicórnis und der heutige Gattungsname Ctenícera bedeuten exakt das Gleiche, nur ist der Artname von lateinisch pécten, péctinis, "Kamm" und  córnu "Horn, Fühler" abgeleitet, der Gattungsname von altgriechisch κτείς, κτενός kteis ktenos "Kamm" und κέρας kéras "Horn, Fühler". Beide spielen auf die bei dieser Art besonders auffallend gekämmten Fühler an. Diese genügen auch fast zur Erstbeschreibung: Elater thorace elytrisque viridi-aeneus, antennis pectinatis (lat. Schnellkäfer mit grün-metallischem Körper und Flügeldecken, Fühler gekämmt).
Die Gattung Ctenicera umfasst zehn Arten, von denen nur Ctenicera kendally nicht in Europa vorkommt.

## Beschreibung

### Käfer
Die elfgliedrigen Fühler sind beim Männchen und beim Weibchen des Metallglänzenden Rindenschnellkäfers sehr unterschiedlich ausgebildet (Geschlechtsdimorphismus). Die Fühler der Männchen sind gekämmt (Bild 1), die der Weibchen gesägt (Bild 2). Die Verlängerungen der einzelnen Fühlerglieder beim Männchen heißen Lamellen und ihre Ausbildung grenzt die einzelnen Arten der Gattung gegeneinander ab. Beim Metallglänzenden Rindenschnellkäfer ist bereits das dritte Fühlerglied zu einer Lamelle ausgezogen, die jedoch die Höhe der Basis des fünften Fühlergliedes nicht erreicht. 
Viele Bestimmungsmerkmale der Schnellkäfer befinden sich auf der Körperunterseite (Bild 4). Beim Metallglänzenden Rindenschnellkäfer ist die Vorderbrust zur Kopfseite hin nur wenig verlängert (Prosternallappen, Mentonnière), etwas nach unten aufgebogen und fast gerade abgeschlossen (Bild 7). Sie bedeckt die Mundwerkzeuge auch nicht, wenn der Käfer in Ruhestellung den Kopf leicht nach unten neigt. Seitlich ist die Vorderbrust mit der nach unten eingeschlagenen Seiten des Halsschildes (Vorderbrustepisternen) verwachsen. Die Verwachsungsnaht ist nicht geglättet und nur nach innen linienförmig abgesetzt (einfache Prosternalnaht, Bild 7). Sie ist auch nicht zur Aufnahme der Fühler rinnenförmig vertieft. Hinten ist Vorderbrust in eine für Schnellkäfer kurze Spitze ausgezogen, die in eine entsprechende Grube in der Mittelbrust einrasten oder herausschnappen kann (Bild 4, Bild 7). Dieser für die Familie typische Schnellmechanismus ermöglicht es dem Käfer, sich aus der Rückenlage in die Luft zu schnellen. 
Die Beine sind schwach, die Tarsen alle fünfgliedrig. Sie werden nach außen gleichmäßig kürzer. Die Krallen sind nicht gezähnt oder gesägt.
Die Hinterhüfte, die nach hinten an die Hinterbrust anschließt, ist zur teilweisen Aufnahme der Hinterschenkel ausgehöhlt. Den Teil, der mit der Hinterbrust auf gleicher Ebene liegt, nennt man Schenkeldecke. Die Schenkeldecken besitzen beim Metallglänzenden Rindenschnellkäfer am Innenrand einen stumpfen nach hinten zeigenden Zahn. Sie verschmälern sich nach außen gleichmäßig (Bild 6). 
Über der Einlenkung der Fühler vor den Augen entspringt die Stirnleiste. Diese randförmige Vorwölbung verläuft vorn nach innen und erlischt, bevor er die Mitte des Kopfes erreicht (Bild 8). Die Arten der Unterfamilie sind prognath, die Mundwerkzeuge zeigen in Ruhestellung nicht nach unten. 
Der Halsschild ist bei den Männchen nach vorn allmählich verengt, hat also einen eher trapezförmigen Umriss. Bei den Weibchen ist er vor der Mitte mehr abgerundet. Er besitzt eine deutlich ausgebildete Mittelrinne. Auf den Längswülsten parallel zu dieser ist der Käfer schwach punktiert und glänzend. Nach hinten verbreitet sich der Halsschild allmählich bis zu den lang ausgezogenen, spitzen und deutlich gekielten Hinterwinkeln. Die schwache Halsschildbehaarung beschränkt sich auf die Seiten und liegt überwiegend quer, auf jeden Fall nicht überwiegend nach hinten. 
Die Flügeldecken sind kaum breiter und verschmälern sich zu einer gemeinsamen abgerundeten Spitze, während bei der ähnlichen Art Ctenicera heyeri jede Flügeldecke einzeln zugespitzt ist (Bild 3). Sie sind punktiert gestreift, die Intervalle zwischen den Punktreihen sind kaum gewölbt. Auch die Flügeldecken sind einfach punktiert und glänzend. Das Schildchen, das von der Basis der Flügeldecken umschlossen wird, ist eirund.

#### Ähnliche Arten
- Ctenicera cupreus Bei den Männchen fehlt die Lamelle am dritten Fühlerglied. Die Männchen sind zweifarbig.[8]
- Ctenicera heyeri Bei den Männchen ist die Lamelle am dritten Fühlerglied deutlich länger als das Glied. Die Weibchen zeichnen sich durch getrennt zugespitzte Flügeldeckenenden aus.[8]

### Larve
Die Larven (Drahtwürmer) leben und verpuppen sich im Boden. Sie ernähren sich von Wurzeln.

## Verbreitung
Die Art ist von Süd- bis Nordeuropa weit verbreitet, aus Griechenland und Albanien liegen aber keine Meldungen vor. Das Verbreitungsgebiet erstreckt sich auch nach Asien. Die Käfer kann man  von Juni bis Juli an Waldrändern und auf feuchten Wiesen, auch auf Grasheide und Trockenrasen antreffen. Sie sitzen auf Gräsern und Blüten.